# Here Comes the Flood
Here Comes the Flood ist ein Lied des britischen Pop-Rock-Musikers Peter Gabriel aus dem Jahre 1977. Es erschien auf seinem ersten Soloalbum Peter Gabriel (Car).

## Inhalt und Bedeutung
Peter Gabriel sagte zur Entstehung des Lieds:

„Als ich diesen Song schrieb, war ich vom Kurzwellenradio besessen und war immer wieder erstaunt, wie die Radiosignale stärker wurden, wenn das Tageslicht schwand. Ich hatte das Gefühl, dass die psychische Energie in der Nacht ebenfalls zunimmt. Ich hatte einen apokalyptischen Traum, in dem die psychischen Barrieren, die uns normalerweise daran hindern, in die Gedanken der anderen zu sehen, völlig ausgehöhlt wurden und eine mentale Flut erzeugten. Diejenigen, die daran gewöhnt waren, ihre innersten Gedanken offen zu legen, würden mit dieser Flut fertig werden, und diejenigen, die zur Verheimlichung neigten, würden darin ertrinken.“

## Hintergrund
Gabriel beschreibt später in dem Lied On the Air auf seinem zweiten Soloalbum Peter Gabriel (Scratch) von 1978 eine fiktive Figur namens Mozo, einen von der Welt entfremdeten Außenseiter, der versucht, über das Medium Kurzwellen-Radio berühmt zu werden, indem er sich ein Alter Ego ausdenkt, das seinen Bestrebungen entspricht.
Gabriel fand das Lied bald über-arrangiert und spielte live oft eine schlichtere Version. Eine solche nahm er auch neu auf; sie erschien 1979 auf Robert Fripps Album Exposure (an dem Titelsong Exposure war Gabriel ebenfalls beteiligt).
1990 nahm er eine weitere schlichte Version auf, die auf dem Kompilations-Album Shaking the Tree: Sixteen Golden Greats erschien.

## Jetzt kommt die Flut
Der deutsche Texter Horst Königstein übertrug für Gabriel neben den Alben Peter Gabriel (Melt) und Peter Gabriel (Security) den Einzeltitel Here Comes The Flood unter dem Namen Jetzt kommt die Flut in die deutsche Sprache. Die deutsche Version erschien am 18. August 1980 auf der B-Seite der Single Biko sowie auf der B-Seite der Single Spiel ohne Grenzen. In Königsteins Film Haus Vaterland (ARD, 1980) spielt und singt Peter Gabriel Jetzt kommt die Flut am Piano. Auf Konzerten im deutschsprachigen Raum wurde auch 2023 bei der i/o The Tour noch die deutschsprachige Version gespielt.

## Rezeption
Stewart Mason von AllMusic schrieb in einer Rezension:

„Thematisch ebenso wichtig für Peter Gabriels erstes Soloalbum wie das viel umfassendere Solsbury Hill , besitzt „Here Comes the Flood“ eine epische, aber auch geradezu apokalyptische Qualität, als handle es sich bei der fraglichen um eine erneute Sintflut. […] Interessanterweise ist dies, obwohl der Text der deprimierendste und paranoideste auf diesem relativ optimistischen Album ist und die zunehmende Düsternis der nächsten beiden Alben ahnen lässt, auch der einzige Song auf dem Album, der explizit nach Genesis klingt, bis hin zu Steve Hunters Steve Hackett-artigen Gitarrensoli und dem Orchesterarrangement.“

Im Magazin Rolling Stone wurde das Lied als sechstbestes von Peter Gabriel bewertet.

## Mitwirkende

### Musiker
- Jozef Chirowsky – Keyboards
- Larry Fast – Synthesizer, Musikprogrammierung
- Robert Fripp – E-Gitarre
- Peter Gabriel – Gesang, Keyboards
- Tony Levin – Bassgitarre
- London Symphony Orchestra – Orchester
- Jimmy Maelen – Perkussion
- Allan Schwartzberg – Schlagzeug
- Dick Wagner – Begleitgesang, E-Gitarren-Solo

### Technisches Personal
- Brian Christian – Toningenieur
- Bob Ezrin – Musikproduzent
- Jim Frank – Toningenieur
- Peter Gabriel – Songwriter
- Michael Gibbs – orchestrale Arrangements
- Keith Grant – Toningenieur
- George Graves – Mastering-Ingenieur
- Martin Hall – Autor
- Dave Harris – Toningenieur
- Hipgnosis – Design
- Robert Hrycyna – Toningenieur
- Rod O’Brien – Toningenieur
- Corky Stasiak – Toningenieur